# Cephalocereus euphorbioides
Cephalocereus euphorbioides es una especie de planta suculenta perteneciente al género Cephalocereus, dentro de la familia Cactaceae. Es endémica de México.

## Descripción

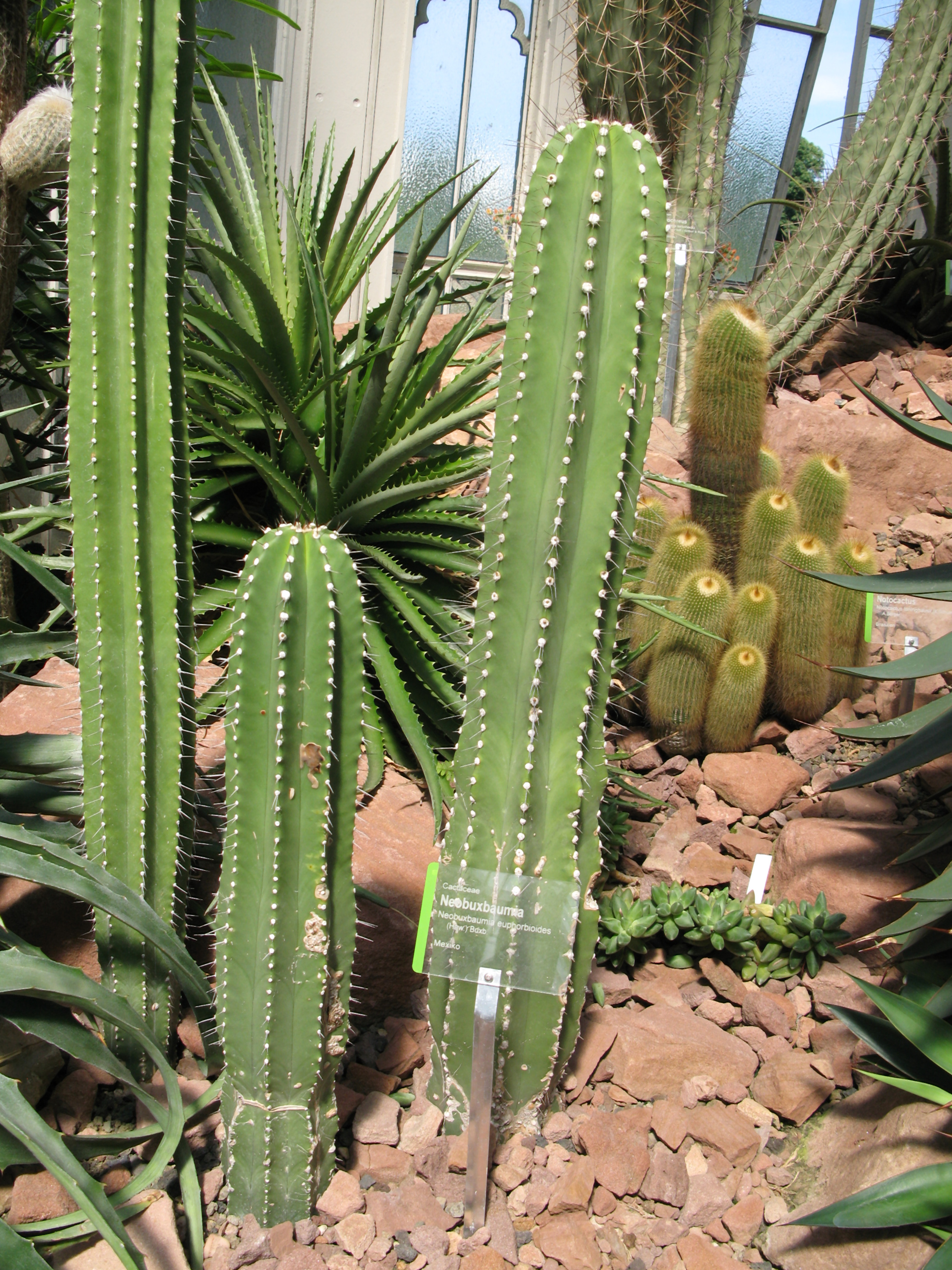
Vista de la planta

Cephalocereus euphorbioides es una especie de cactus de brotes verdes raramente ramificados. Alcanza de 3 a 5 m de altura y de 10 a 11 cm de diámetro. Presenta de 8 a 10 costillas con los bordes ondulados y sobre las que se asientan las areolas.
Las espinas son más o menos horizontales y solo están erguidas en la zona de la flor. Tienen una única espina central de color marrón oscuro, es fuerte y mide hasta 3 cm de largo. También hay de 7 a 9 espinas marginales rectas, de color gris claro con la punta más oscura y miden de 5 a 12 mm de largo.
Las flores son estrechas y acampanadas, y suelen aparecer en gran número cerca de las puntas de los tallos. Son de color rosa rojizo, miden de 5 a 8 cm de largo y alcanzan los 7 cm de diámetro. Tienen el pericarpelo y el tubo floral cubiertos de pequeños tubérculos con glándulas nectaríferas y pequeñas escamas. Los frutos son verdes y miden hasta 8 cm de largo.

## Distribución y hábitat
El área de distribución nativa de esta especie es México (concretamente por los estados mexicanos de Tamaulipas y Veracruz) y crece principalmente en biomas desérticos o de matorrales secos, a altitudes de entre 300 y 600 m s. n. m.

## Taxonomía
La primera descripción de esta especie fue como Cereus euphorbioides, publicada en 1819 por el botánico británico Adrian Hardy Haworth en el libro ilustrado Supplementum Plantarum Succulentarum: 75.
Más tarde, los botánicos estadounidenses Nathaniel Lord Britton y Joseph Nelson Rose trasladaron la especie al género Cephalocereus, por lo que pasó a llamarse Cephalocereus euphorbioides. Registraron estos cambios en el libro The Cactaceae; descriptions and illustrations of plants of the cactus family 2:33, publicado en 1920.
Etimología
- Cephalocereus: nombre genérico que deriva de la palabra griega kephalē (que significa 'cabeza', en alusión a la estructura lanosa llamada cefalio donde nacen sus flores), y la palabra latina cereus (que se traduce como 'vela' o 'cirio'), haciendo alusión a su forma alargada perfectamente recta. También puede hacer referencia al género Cereus, por lo que se traduciría como 'cereus con cabeza o cefalio'.[6]
- euphorbioides: epíteto específico que se deriva del sufijo griego -oides, que significa ‘similar’, y del género Euphorbia, haciendo referencia a que esta especie se parece a las plantas de dicho género.[7]

Sinonimia
- Cactus euphorbioides (Haw.) Spreng., 1825 (basónimo)
- Carnegiea euphorbioides (Haw.) Backeb., 1944
- Carnegiea euphorbioides var. olfersii (Salm-Dyck) P.V.Heath, 1992
- Cereus euphorbioides Haw., 1819
- Cereus olfersii Salm-Dyck, 1834
- Cereus oxygonus Salm-Dyck ex C.F.Först., 1846
- Lemaireocereus euphorbioides (Haw.) Werderm., 1934
- Neobuxbaumia euphorbioides (Haw.) Buxb., 1954
- Neodawsonia euphorbioides var. olfersii (Salm-Dyck) Backeb., 1960
- Pilocereus euphorbioides (Haw.) Rümpler, 1885
- Rooksbya euphorbioides (Haw.) Backeb., 1960
- Rooksbya euphorbioides var. olfersii (Salm-Dyck) Backeb., 1960

## Estado de conservación
En la Lista Roja de Especies Amenazadas de la UICN, la especie está clasificada como “Vulnerable (VU)”.

## Usos
Se cultiva principalmente como planta ornamental y su propagación se realiza normalmente a través de esquejes o semillas.

## Galería

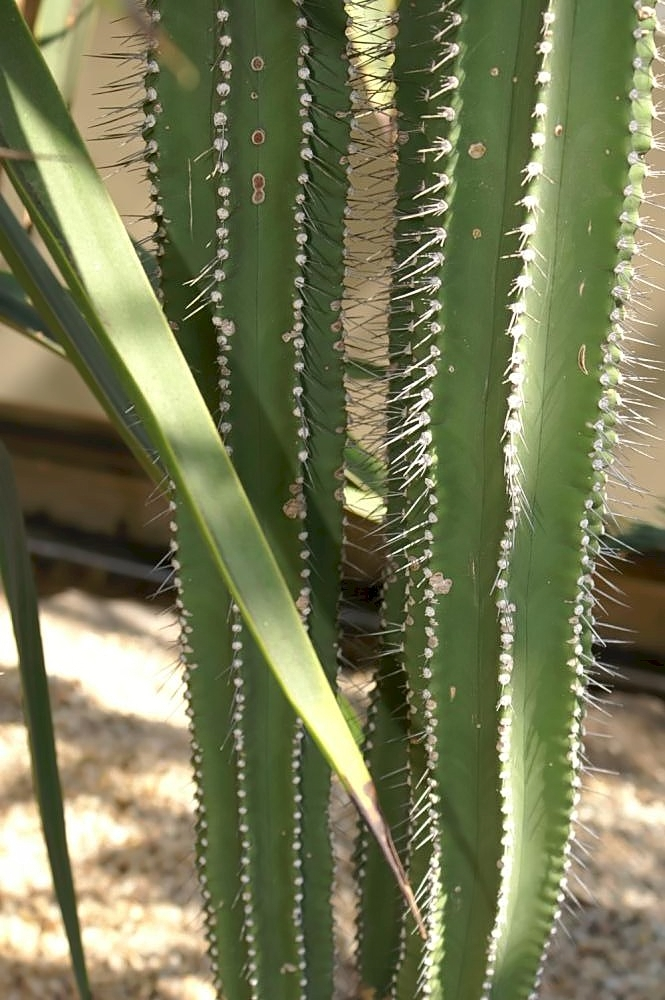
Detalle de las cotillas
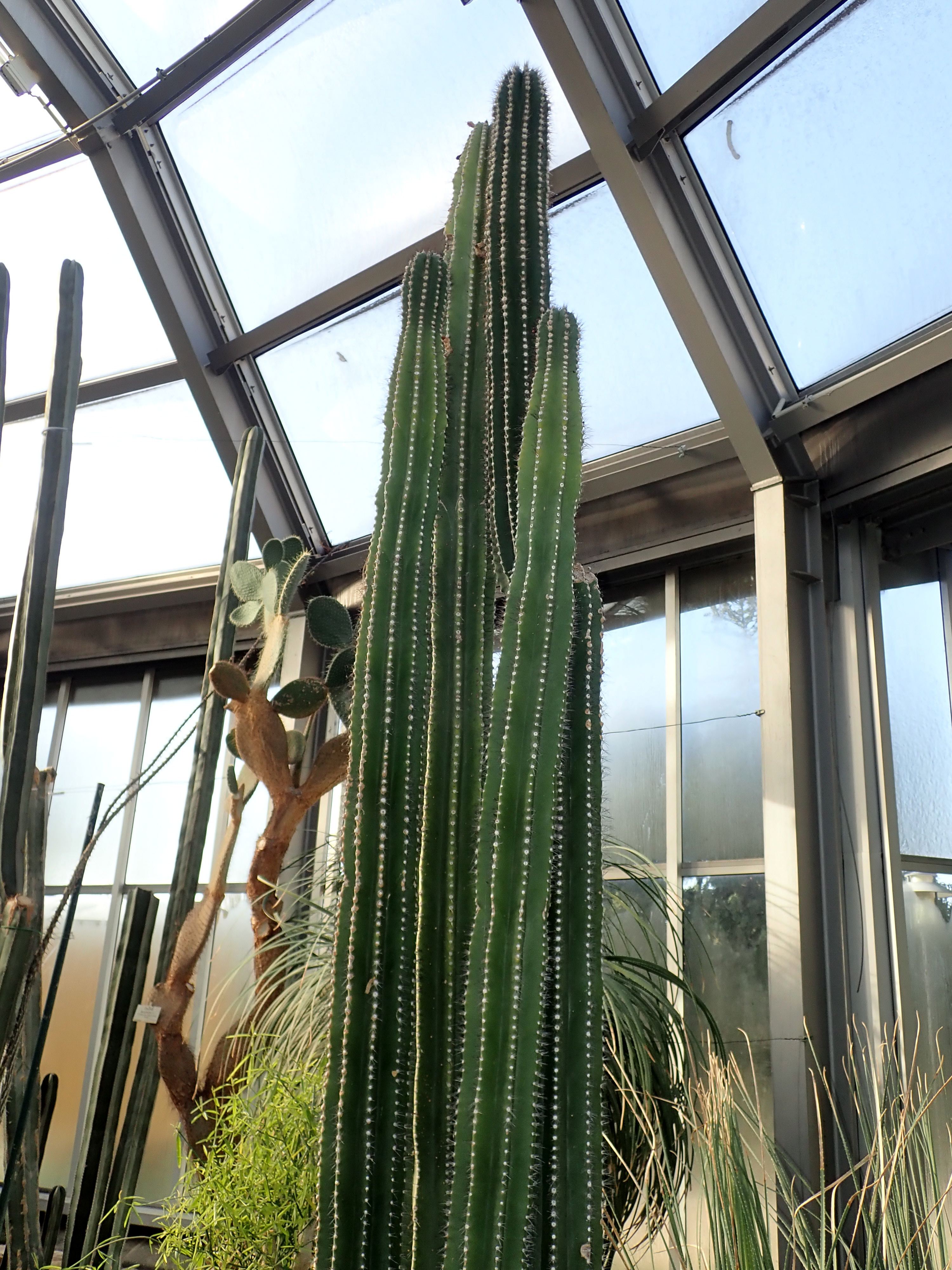
Planta en el jardín botánico de Berlín.
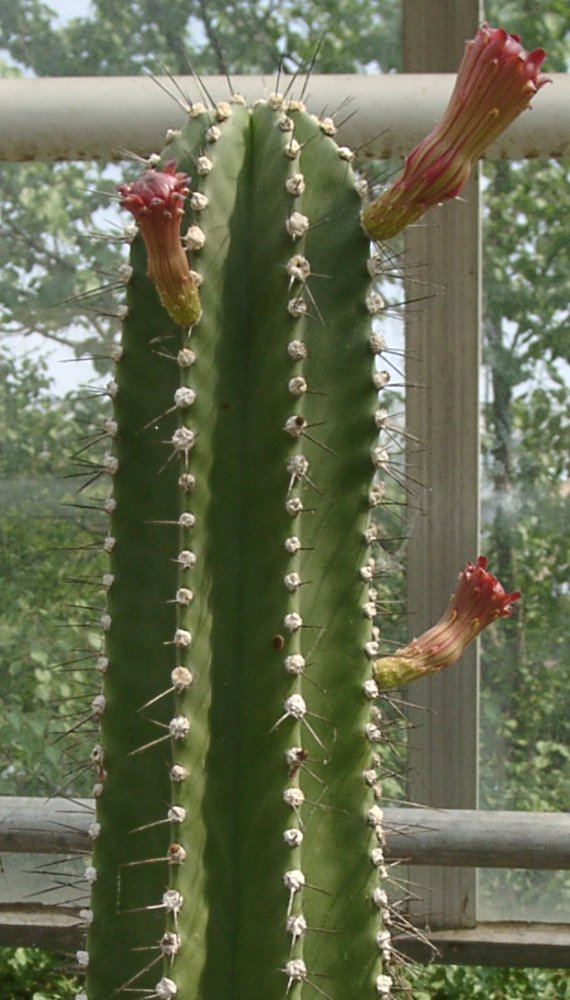
Planta en flor
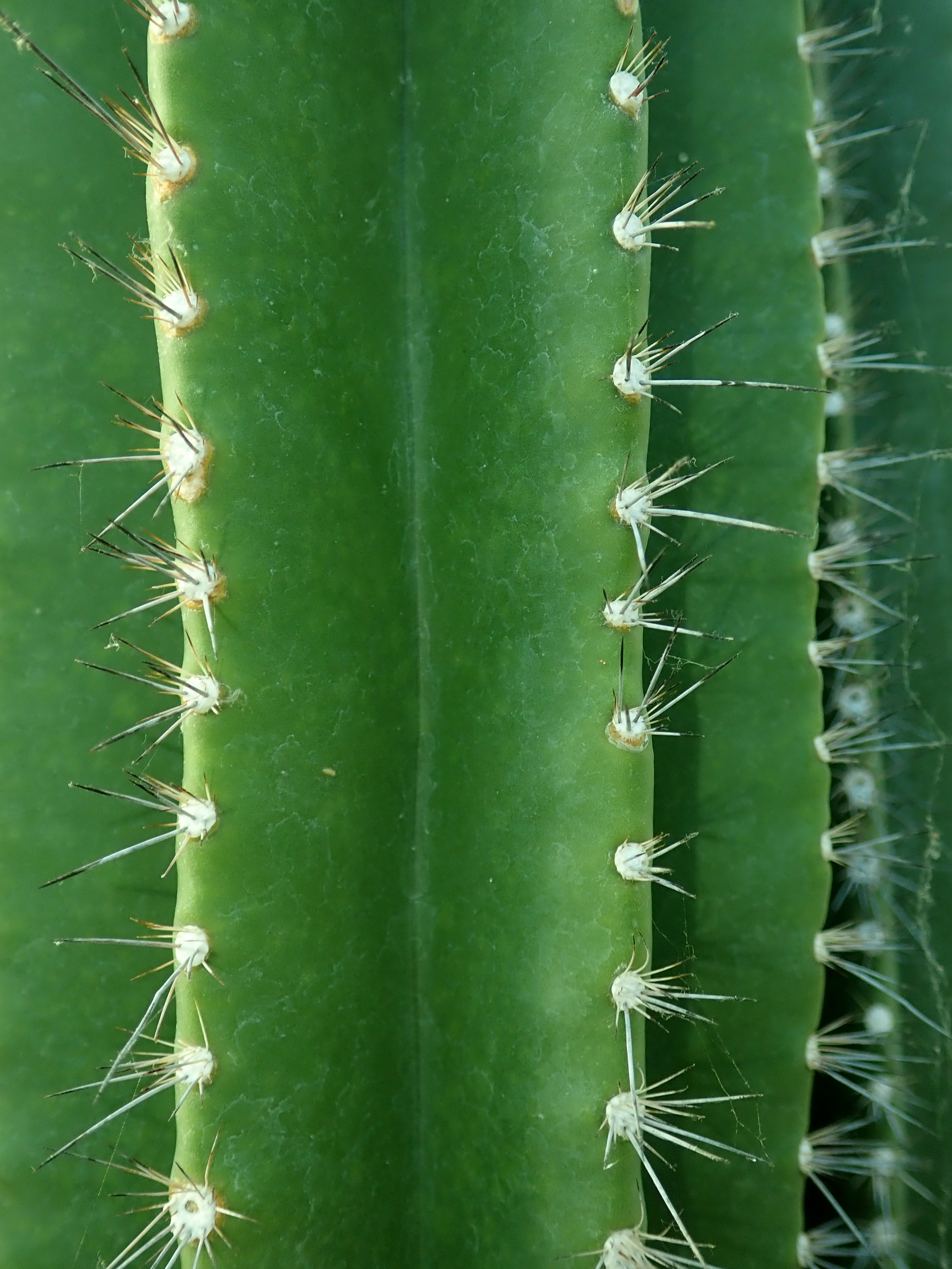
Detalle de las espinas
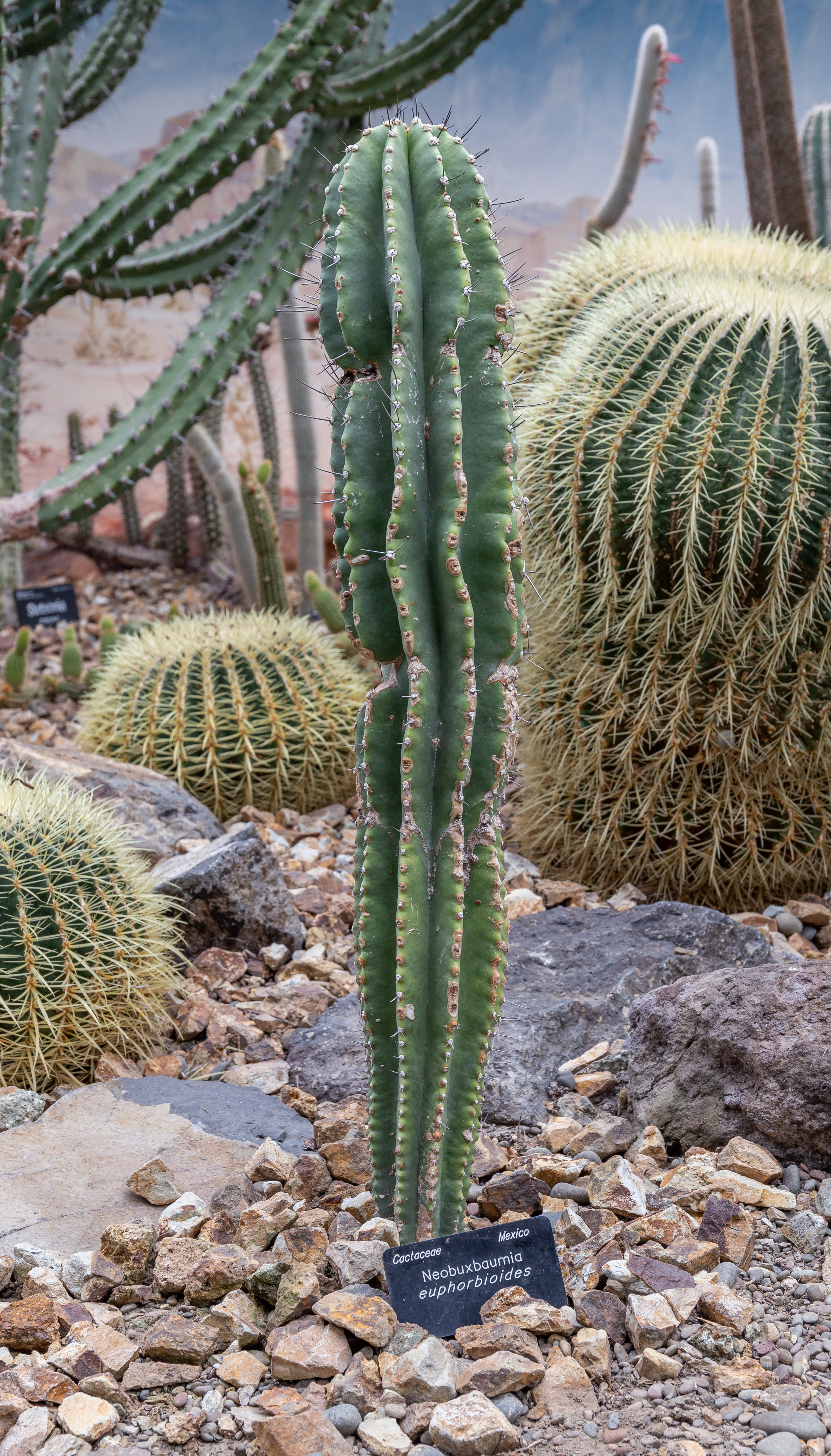
Planta en cultivo